# Rathausplatz (Bozen)

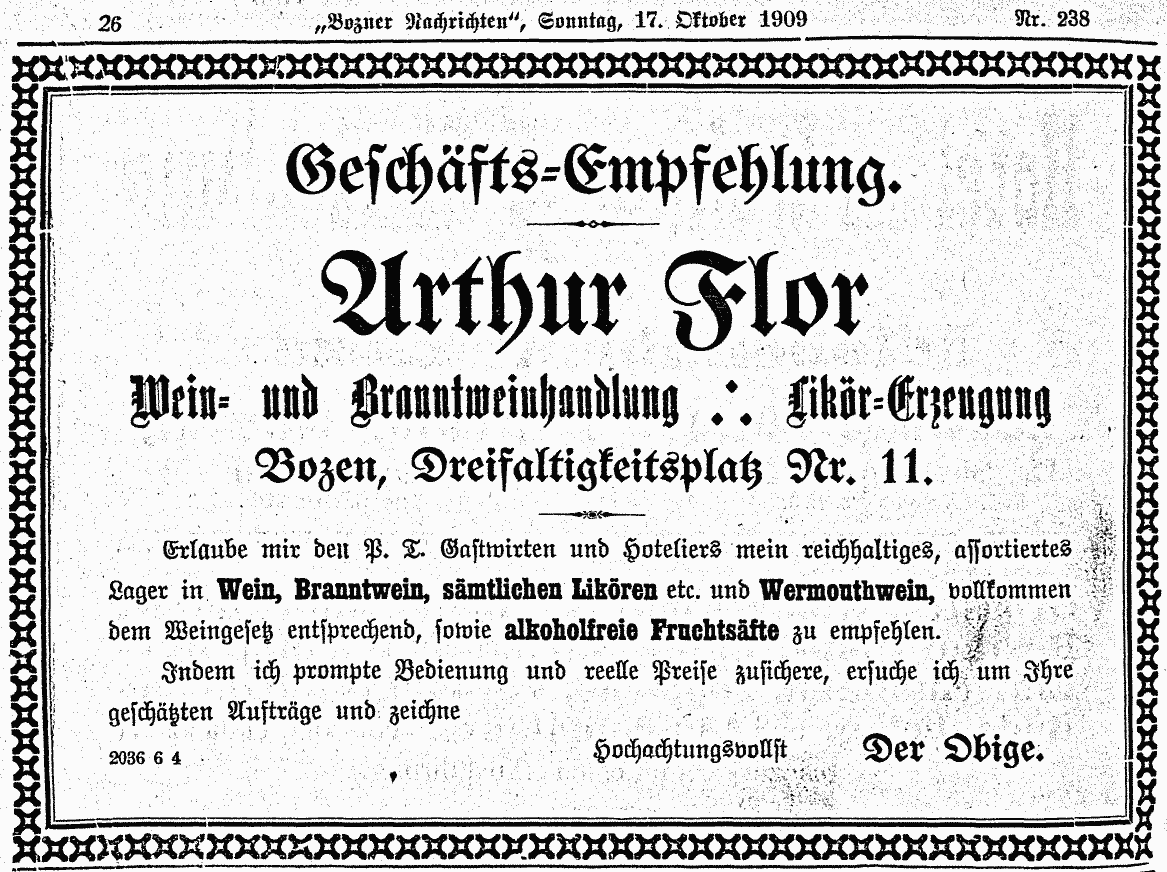
Geschäftsannonce der Bozner Nachrichten von 1909 mit der Adresse Dreifaltigkeitsplatz

Der Rathausplatz (italienisch Piazza Municipio) befindet sich in der Altstadt der Südtiroler Landeshauptstadt Bozen am Ausgang der Bozner Lauben.
Der Platz wird von dem im Jahr 1907 an der Stelle des früheren Gasthofes Am Anker erbauten repräsentativen, im Münchner Neobarockstil gestalteten Rathaus geprägt.
Der Rathausplatz bildet mit den hier östlich endenden Lauben und den ein- bzw. ausmündenden Straßenzügen von Bindergasse, Gummergasse, Weintraubengasse und Piavestraße ein wichtiges Wegekreuz des Bozner Altstadtbezirks.
Der älteste Name der die im späten 12. Jahrhundert gegründete Marktsiedlung östlich abschließenden Freifläche war „Unterer Platz“, im Gegensatz zum „Oberen Platz“, dem heutigen Obstplatz. Der Name ist urkundlich noch 1417 als am Unttern platze bezeugt, als hier eine öffentliche Gerichtsversammlung des Stadt- und Landgerichts Gries-Bozen abgehalten wurde. Am Laubenende stand auch das Niedertor, das als Stadttor fungierte und einem Adelsgeschlecht den Namen gab. 1396 ließ Niklas Vintler am Unteren Platz eine der hl. Dreifaltigkeit dedizierte Kapelle errichten, die zwar nach ihrer Profanierung im Zuge der Säkularisation abgerissen wurde, aber dem Platz bis in das frühe 20. Jahrhundert den Namen „Dreifaltigkeitsplatz“ gab und am Erker eines ostseitigen Platzgebäudes als Fresko von Rudolf Stolz abgebildet ist.
Der heutige Durchgang am Amonnhaus mit der Dr.-Julius-Perathoner-Passage wurde erst 1911 infolge der Eingemeindung von Zwölfmalgreien nach Bozen geschaffen.
Während des Zweiten Weltkriegs wurden mehrere Gebäude des Platzes im Zuge des Luftkriegs in der Operationszone Alpenvorland (1943–1945) schwer getroffen und nach 1945 wieder aufgebaut.